# Алет (син на Хипот)
Вижте пояснителната страница за други значения на Алет.
Алет (на старогръцки: Ἀλήτης, Aletes) в гръцката митология е цар на Коринт през 1074/1073 – 1036/1035 пр.н.е.
Той е дориец, потомък (праправнук) на Херакъл и син на Хипот. Той е баща на Иксион.
Тридесет години след първата инвазия на Хераклидите на Пелопонес, Алет води дорийците на война, завладява коринтската земя и изгонва Сизифидите. Царете Дорид и Хиантид му предават управлението на завоюваната страна. Алет основава Коринт на мястото, където преди това се намирал град Ефира.
Понеже разбира фалшиво предсказанието на оракула, той изгонва от страната Мел от Гонуса при Сикион, който му помагал в боевете. По-късно той осъзнава грешката си и го оставя да живее в Коринт.
Едно друго предсказание на оракула обещава на Алет управлението над Атика, ако Кодр, царят на Атина, остане недокоснат в боя. Кодр научава за предсказанието и пожертва живота си, за да не предаде Атика на врага.
Алет царува 38 години и основава династия.